# Kwartier van de Toekomst Noord
Het Kwartier van de Toekomst Noord is een geplande kazerne van het Belgische leger. Alhoewel er nog geen definitieve beslissing is over de uiteindelijke locatie, maakte Defensie bekend deze in Ursel, deelgemeente van Aalter, op het bestaande militair domein in het Drongengoedbos te willen bouwen. Het is een van de twee nieuwe kazernes die het leger in de jaren 2020 wil bouwen, naast het Kwartier van de Toekomst Zuid in Charleroi.

## Geschiedenis
De locatie in Ursel was eerder al de voorkeurslocatie van Defensie.
In september 2021 noemde minister Ludivine Dedonder twee mogelijke locaties in Oost-Vlaanderen voor de bouw van een Kazerne voor de Toekomst, een huisvesting voor 1.000 militairen:.het militair domein in Schendelbeke (Geraardsbergen) en Ursel 
In maart 2025 maakte Defensie bekend dat het de nieuwe legerbasis wil bouwen in Oost-Vlaanderen in Ursel, deelgemeente van Aalter. De eerdere plannen om bij Geraardsbergen een nieuwe basis te bouwen worden stopgezet omdat het wegens protest niet lukte om daar snel de nodige gronden te verwerven.

## Protest
In 2021 was er protest van onder andere de partij Groen tegen de locatie van de kazerne in het Drongengoed, het grootste bosgebied van Oost-Vlaanderen en beschermd natuurgebied, wegens de vrees voor bijkomende verharding en het ontbreken van openbaar vervoer. Er was een petitie met zo'n 9.000 ondertekenaars tegen de kazerne.
In 2025, nadat de piste Geraardsbergen werd stopgezet en Ursel opnieuw als voorkeurslocatie naar voor werd geschoven, werd het burgeninitiatief Front voor Drongengoed opgericht als protest, met een nieuwe petitie die op dit moment meer dan 8.000 ondertekenaars heeft.
Ook vanuit wetenschappelijke hoek klinkt er protest tegen de geplande "superkazerne" in beschermd natuurgebied.